# Ruth Wysocki
Ruth Marie Wysocki, z domu Kleinsasser (ur. 8 marca 1957 w Alhambrze w stanie Kalifornia) – amerykańska biegaczka średniodystansowa specjalizująca się w biegu na 1500 m.
Na Letnich Igrzyskach Olimpijskich w 1984 w Los Angeles zajęła szóste miejsce na dystansie 800 m i ósme w biegu na 1500 metrów. Zajęła siódme miejsce w biegu na 1500 m na mistrzostwach świata w lekkoatletyce w 1995 w Göteborgu.